# Premi Oscar 1975
La 47ª edizione della cerimonia di premiazione dei Premi Oscar si è tenuta l'8 aprile 1975 a Los Angeles, al Dorothy Chandler Pavilion, condotta da Sammy Davis Jr., Bob Hope, Shirley MacLaine e Frank Sinatra.

## Vincitori e candidati
Vengono di seguito indicati in grassetto i vincitori. Ove ricorrente e disponibile, viene indicato il titolo in lingua italiana e quello in lingua originale tra parentesi.

### Miglior film
- Il padrino - Parte II (The Godfather: Part II), regia di Francis Ford Coppola
- Chinatown, regia di Roman Polański
- La conversazione (The Conversation), regia di Francis Ford Coppola
- Lenny, regia di Bob Fosse
- L'inferno di cristallo (The Towering Inferno), regia di John Guillermin

### Miglior regia
- Francis Ford Coppola - Il padrino - Parte II (The Godfather: Part II)
- Roman Polański - Chinatown
- François Truffaut - Effetto notte (La nuit américaine)
- Bob Fosse - Lenny
- John Cassavetes - Una moglie (A Woman Under the Influence)

### Miglior attore protagonista
- Art Carney - Harry e Tonto (Harry and Tonto)
- Albert Finney - Assassinio sull'Orient Express (Murder on the Orient Express)
- Dustin Hoffman - Lenny
- Jack Nicholson - Chinatown
- Al Pacino - Il padrino - Parte II (The Godfather: Part II)

### Migliore attrice protagonista
- Ellen Burstyn - Alice non abita più qui (Alice Doesn't Live Here Anymore)
- Diahann Carroll - Claudine
- Faye Dunaway - Chinatown
- Valerie Perrine - Lenny
- Gena Rowlands - Una moglie (A Woman Under the Influence)

### Miglior attore non protagonista
- Robert De Niro - Il padrino - Parte II (The Godfather: Part II)
- Fred Astaire - L'inferno di cristallo (The Towering Inferno)
- Jeff Bridges - Una calibro 20 per lo specialista (Thunderbolt and Lightfoot)
- Michael V. Gazzo - Il padrino - Parte II (The Godfather: Part II)
- Lee Strasberg - Il padrino - Parte II (The Godfather: Part II)

### Migliore attrice non protagonista
- Ingrid Bergman - Assassinio sull'Orient Express (Murder on the Orient Express)
- Valentina Cortese - Effetto notte (La nuit américaine)
- Madeline Kahn - Mezzogiorno e mezzo di fuoco (Blazing Saddles)
- Diane Ladd - Alice non abita più qui (Alice Doesn't Live Here Anymore)
- Talia Shire - Il padrino - Parte II (The Godfather: Part II)

### Miglior sceneggiatura non originale
- Francis Ford Coppola e Mario Puzo - Il padrino - Parte II (The Godfather: Part II)
- Mordecai Richler e Lionel Chetwynd - Soldi ad ogni costo (The Apprenticeship of Duddy Kravitz)
- Julian Barry - Lenny
- Paul Dehn - Assassinio sull'Orient Express (Murder on the Orient Express)
- Gene Wilder e Mel Brooks - Frankenstein Junior (Young Frankenstein)

### Miglior sceneggiatura originale
- Robert Towne - Chinatown
- Robert Getchell - Alice non abita più qui (Alice Doesn't Live Here Anymore)
- Francis Ford Coppola - La conversazione (The Conversation)
- Paul Mazursky e Josh Greenfeld - Harry e Tonto (Harry and Tonto)
- François Truffaut, Jean-Louis Richard e Suzanne Schiffman - Effetto notte (La nuit américaine)

### Miglior film straniero
- Amarcord, regia di Federico Fellini (Italia)
- Cognome e nome: Lacombe Lucien (Lacombe Lucien), regia di Louis Malle (Francia)
- Giochi di gatti (Macskajáték), regia di Károly Makk (Ungheria)
- Il settimo flagello (Potop), regia di Jerzy Hoffman (Polonia)
- La tregua, regia di Sergio Renán (Argentina)

### Miglior fotografia
- Fred Koenekamp e Joseph Biroc - L'inferno di cristallo (The Towering Inferno)
- John A. Alonzo - Chinatown
- Philip Lathrop - Terremoto (Earthquake)
- Robert Surtees - Lenny
- Geoffrey Unsworth - Assassinio sull'Orient Express (Murder on the Orient Express)

### Miglior scenografia
- Dean Tavoularis, Angelo Graham e George R. Nelson - Il padrino - Parte II (The Godfather: Part II)
- Richard Sylbert, W. Stewart Campbell e Ruby Levitt - Chinatown
- Peter Ellenshaw, John B. Mansbridge, Walter Tyler, Al Roelofs e Hal Gausman - L'isola sul tetto del mondo (The Island at the Top of the World)
- Alexander Golitzen, E. Preston Ames e Frank McKelvy - Terremoto (Earthquake)
- William Creber, Ward Preston e Raphael Bretton - L'inferno di cristallo (The Towering Inferno)

### Migliori costumi
- Theoni V. Aldredge - Il grande Gatsby (The Great Gatsby)
- Anthea Sylbert - Chinatown
- John Furness - Daisy Miller
- Theadora Van Runkle - Il padrino - Parte II (The Godfather: Part II)
- Tony Walton - Assassinio sull'Orient Express (Murder on the Orient Express)

### Miglior montaggio
- Harold F. Kress e Carl Kress - L'inferno di cristallo (The Towering Inferno)
- John C. Howard e Danford Greene - Mezzogiorno e mezzo di fuoco (Blazing Saddles)
- Sam O'Steen - Chinatown
- Dorothy Spencer - Terremoto (Earthquake)
- Michael Luciano - Quella sporca ultima meta (The Longest Yard)

### Miglior sonoro
- Ronald Pierce e Melvin Metcalfe Sr. - Terremoto (Earthquake)
- Bud Grenzbach e Lawrence O. Jost - Chinatown
- Walter Murch e Arthur Rochester - La conversazione (The Conversation)
- Theodore Soderberg e Herman Lewis - L'inferno di cristallo (The Towering Inferno)
- Richard Portman e Gene Cantamessa - Frankenstein Junior (Young Frankenstein)

### Migliore colonna sonora
- Adattamento con canzoni originali

- Nelson Riddle - Il grande Gatsby (The Great Gatsby)
- Alan Jay Lerner, Frederick Loewe, Angela Morley e Douglas Gamley - Il piccolo principe (The Little Prince)
- Paul Williams e George Aliceson Tipton - Il fantasma del palcoscenico (Phantom of the Paradise)

- Originale drammatica

- Nino Rota e Carmine Coppola - Il padrino - Parte II (The Godfather: Part II)
- John Williams - L'inferno di cristallo (The Towering Inferno)
- Richard Rodney Bennett - Assassinio sull'Orient Express (Murder on the Orient Express)
- Jerry Goldsmith - Chinatown
- Alex North - Shanks

### Miglior canzone
- We May Never Love Like This Again, musica e testo di Al Kasha e Joel Hirschhorn - L'inferno di cristallo (The Towering Inferno)
- I Feel Love, musica di Euel Box, testo di Betty Box - Beniamino (Benji)
- Blazing Saddles, musica di John Morris, testo di Mel Brooks - Mezzogiorno e mezzo di fuoco (Blazing Saddles)
- Little Prince, musica di Frederick Loewe, testo di Alan Jay Lerner - Il piccolo principe (The Little Prince)
- Wherever Love Takes Me, musica di Elmer Bernstein, testo di Don Black - Il segno del potere (Gold)

### Miglior documentario
- Hearts and Minds, regia di Peter Davis
- Antonia: A Portrait of the Woman, regia di Jill Godmilow
- The Challenge...A Tribute to Modern Art, regia di Herbert Kline
- The 81st Blow (Ha-Makah Hashmonim V'Echad), regia di David Bergman e Jacques Ehrlich
- The Wild and the Brave, regia di Eugene S. Jones

### Miglior cortometraggio
- One-Eyed Men Are Kings (Les ...borgnes sont rois), regia di Michel Leroy e Edmond Séchan
- Climb, regia di Dewitt Jones
- The Concert, regia di Claude Chagrin
- Planet Ocean, regia di George V. Casey
- The Violin, regia di Andrew Welsh e George Pastic

### Miglior cortometraggio documentario
- Don't, regia di Robin Lehman
- City out of Wilderness, regia di Francis Thompson
- Exploratorium, regia di Jon Boorstin
- John Muir's High Sierra, regia di Dewitt Jones e Lesley Foster
- Naked Yoga, regia di Paul Corsden

### Miglior cortometraggio d'animazione
- Closed Mondays, regia di Bob Gardiner e Will Vinton
- The Family That Dwelt Apart, regia di Yvon Malette
- Hunger, regia di Peter Foldes
- Voyage to Next, regia di Faith Hubley e John Hubley
- Tigro e Winny-Puh a tu per tu (Winnie the Pooh and Tigger Too), regia di John Lounsbery

## Premi speciali

### Premio Special Achievement
- Frank Brendel, Glen Robinson e Albert Whitlock - Terremoto (Earthquake) - Effetti visivi

### Premio alla carriera
- Howard Hawks, un maestro della cinematografia americana, i cui sforzi creativi hanno una posizione di rilievo nel cinema mondiale.
- Jean Renoir un genio che, con grazia, responsabilità e invidiabile devozione, attraverso film muti, sonori, lungometraggi, documentari e televisione, ha guadagnato l'ammirazione mondiale.

### Premio umanitario Jean Hersholt
- Arthur B. Krim